# La Villa
Pour les articles homonymes, voir La Villa (homonymie).
La Villa est un quartier d'Épernay, ville située dans le département de la Marne et la région Grand Est en France. Ancienne dépendance de la commune voisine d'Aÿ, elle constitue la rive droite d'Épernay depuis 1965.

## Géographie

### Situation
La Villa occupe la partie nord-est de la commune d'Épernay. Elle est l'unique quartier sparnacien situé sur la rive droite de la Marne, d'où le nom d'« Épernay-Rive droite » qui lui est parfois donné. La Villa se trouve dans la vallée de la Marne, large de près d'un kilomètre. Elle se situe au-dessus de trois mètres de remblai, déposé au XIXe siècle sur les alluvions argileux et calcaires de la plaine. Entre La Villa et Aÿ, jusqu'au canal latéral à la Marne, cette plaine prend le nom de plaine d'Ay. Au-dessus de la vallée, au nord, s'élève la Montagne de Reims. L'altitude du quartier varie entre 69 et 73 mètres.
La Villa est séparée d'Aÿ au nord par le canal latéral à la Marne et à l'est par la plaine d'Ay. Les rues Jean Moulin, Jules Lobet, René Cornélis puis du Colombier délimitent le territoire du quartier de celui de Magenta. La Villa est par ailleurs limitrophe de la commune de Chouilly, au sud-est, située de l'autre côté de la Marne. La Marne fait également office de frontière avec le reste de la commune d'Épernay. Cependant, la partie de la ville comprise entre le pont de la Marne et le pont du chemin de fer est parfois intégrée au quartier.
| Magenta            | Ay                          | Ay       |
| Magenta            | quartier de La Villa        | Ay       |
| Épernay-centre-est | Épernay-Avenue de Champagne | Chouilly |

### Environnement
L'extrême sud-est du quartier se trouve sur le territoire de la ZNIEFF (type II) de la « Vallée de la Marne de Vitry-le-François à Épernay ».

## Histoire

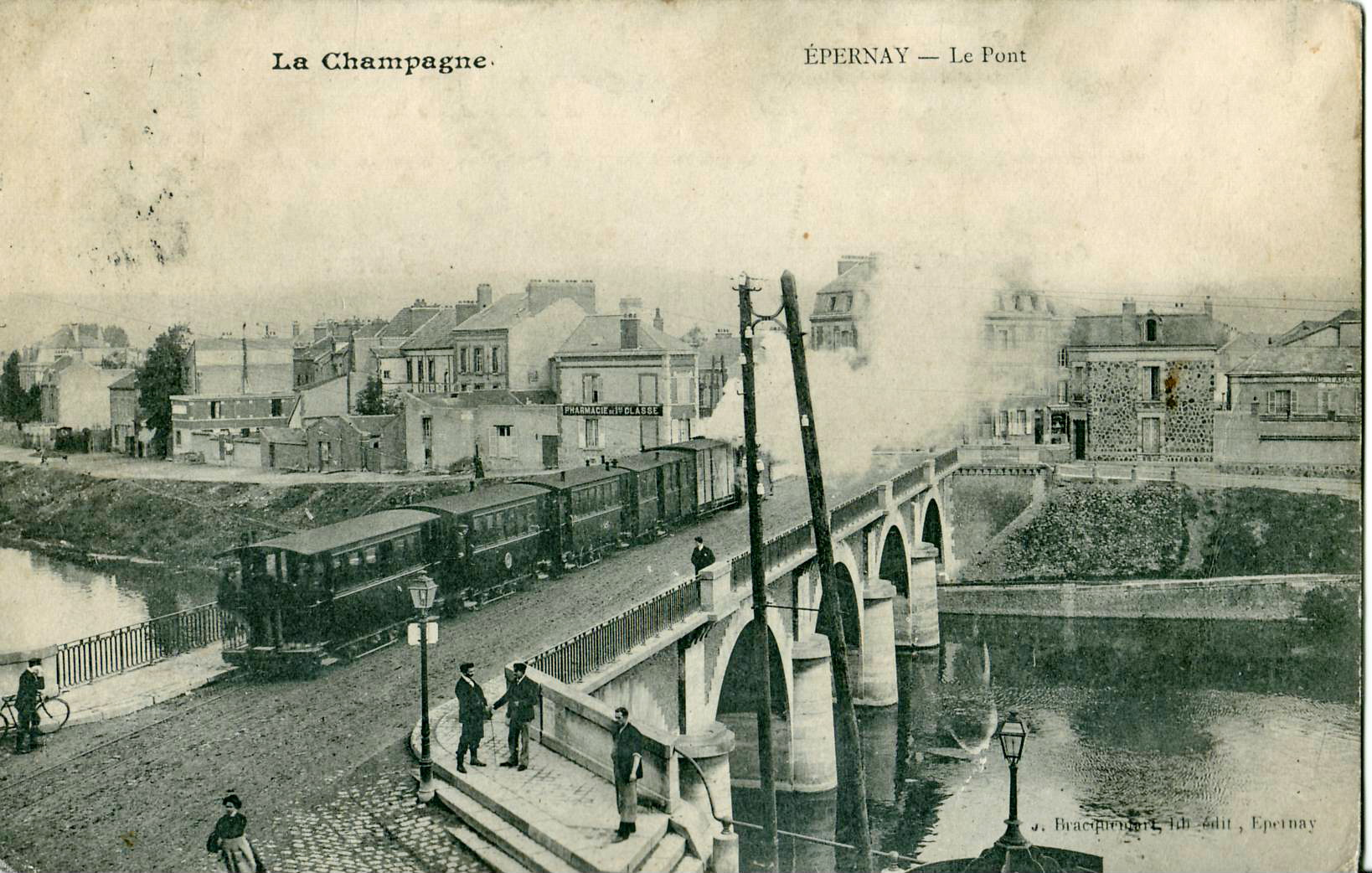
Le pont entre Épernay et La Villa vers 1900.

Vers 1800, en quittant le pont sur la Marne, la route se scinde en deux : à gauche vers Reims, à droite vers Ay. Celle allant en direction d’Aÿ sépare les communes d’Ay et Dizy. Jusqu’au milieu du XIXe siècle, la zone est inondable et donc non construite. Cependant, plusieurs maisons de maraîchers apparaissent à cette époque. L'une d'elles se transforme en cabaret, dit du « Pré de Mars », et acquiert une mauvaise réputation. L'ensemble est racheté par un pharmacien ferton qui y construit des habitations. La plaine est alors peu à peu remblayée pour accueillir un nouveau faubourg. Sur le territoire de Dizy, le hameau prit le nom de Magenta et du côté d’Aÿ, celui de « La Villa ».
Quand une importante verrerie s’y installe en 1872 ; La Villa devient un quartier ouvrier. Aux environs de 1870, le faubourg nord d’Épernay, comprenant La Villa et Magenta, compte 1 200 habitants. Une seconde verrerie ouvre en 1875. Bien que les usines ferment leurs portes dans les années 1880, la croissance du faubourg se poursuit avec l’arrivée des ouvriers des ateliers des chemins de fer d’Épernay. La Villa est séparée d'Aÿ – dont elle dépend – et se tourne davantage vers la cité sparnacienne. Cependant, ses habitants n’ont pas accès aux services de la ville. Les pourparlers pour un rattachement de La Villa-Magenta à Épernay sont sur le point d'aboutir lorsque la guerre de 1870 débute et remet le projet en cause. D’autres tentatives de rapprochement échouent par la suite. Aÿ s’occupe donc de sa dépendance en y installant une école au milieu des années 1870 puis en nommant un adjoint spécial pour le quartier. À l’aube du XIXe siècle, Paul Chandon fait construire l’église Sainte-Marie à Magenta pour les fidèles du faubourg.
Ce n’est qu'en 1965 que le quartier de La Villa est finalement détaché de la commune d’Aÿ et rejoint Épernay, alors que Magenta devient une commune à part entière. La Villa est depuis également dénommée « Épernay-Rive Droite ». Autrefois, le quartier était essentiellement habité par des cheminots, jusqu'à la diminution d'activité des ateliers SNCF d’Épernay.

## Population et société

### Enseignement
Le quartier compte une école maternelle, l'école Pré aux Coudes – Rive droite, et une école élémentaire, l'école Jean-Jacques Rousseau - Marx Dormoy. Après l'enseignement primaire, les élèves vont au collège Jean Monnet en centre-ville, puis au lycée Stéphane-Hessel.

## Politique
Il existe un comité de quartier de La Villa.

## Culture et patrimoine

### Lieux et monuments

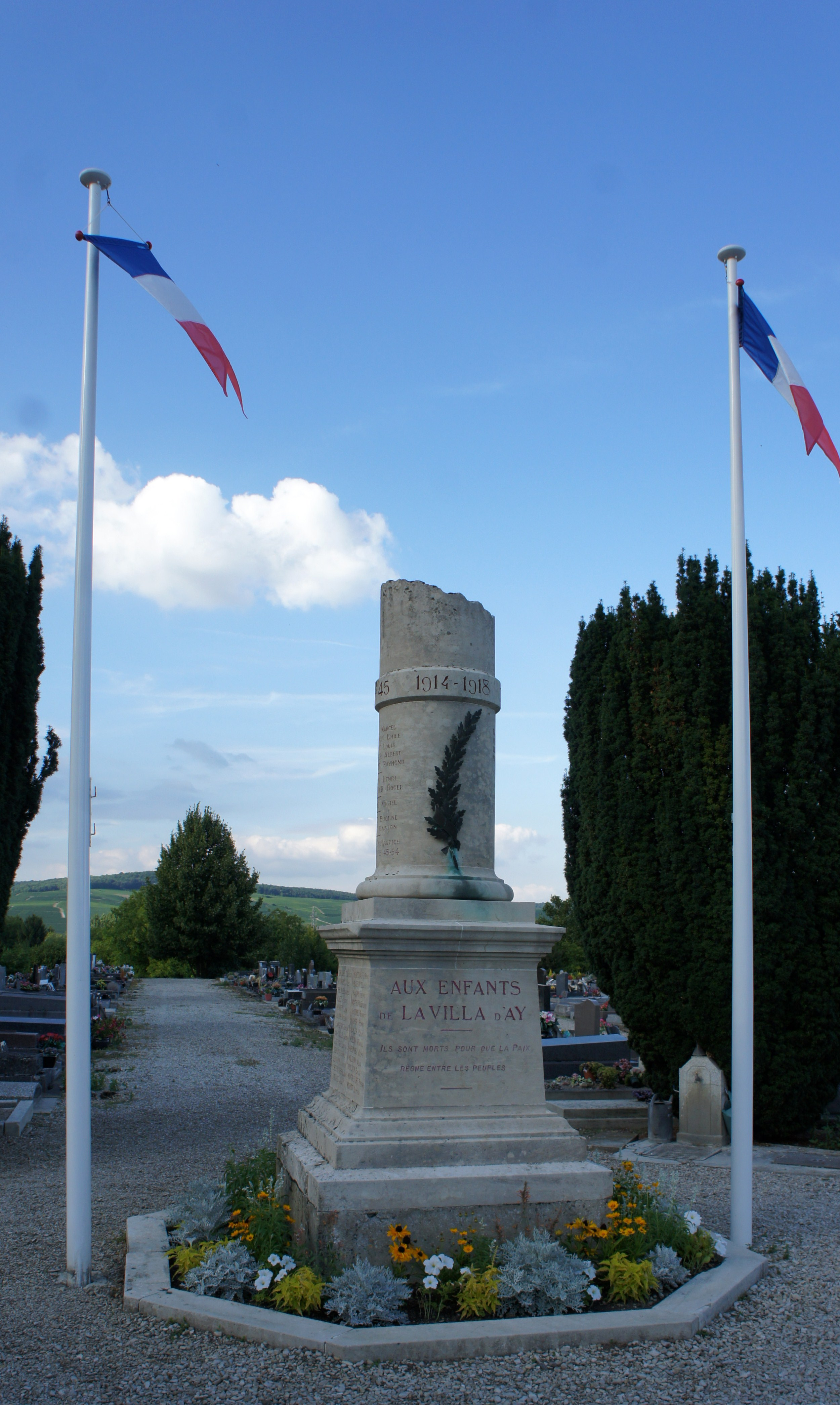
Le monument aux morts.

Le quartier possède son propre cimetière. Au sein de celui-ci, on trouve un monument aux morts dédié « aux enfants de La Villa d'Ay ».
L'église Sainte-Marie de Magenta sert pour la commune de Magenta et le quartier de La Villa.

### Manifestations culturelles et festivités
Le comité de quartier organise chaque année une fête foraine à La Villa suivi d'une brocante et de diverses manifestations au foyer Vaxelaire, impasse Hémart.